# Данилов, Михаил Павлович
Михаил Павлович Данилов (15 мая 1825 — 17 января 1906, Москва) — генерал-адъютант (1878), генерал от инфантерии (30.08.1892), член Военного совета, герой сражения при Четати и участник русско-турецкой войны 1877—1878 гг.

## Биография

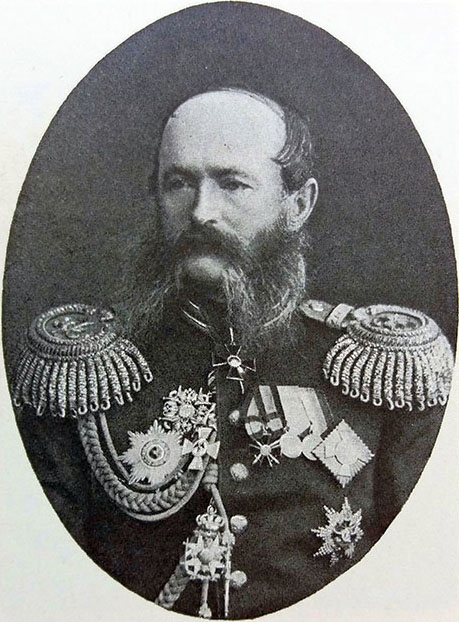
Свиты Его Величества генерал-майор Данилов Михаил Павлович

Родился 15 мая 1825 года. 10 августа 1844 года был выпущен из Пажеского корпуса прапорщиком в лейб-гвардии Егерский полк, с котором в 1849 году, во время осложнений в Венгрии, совершил поход к западным границам Российской империи.
С началом Восточной войны, Данилов был командирован в Дунайскую армию и назначен командиром 1-й роты Одесского пехотного полка. Во главе её Данилов принял участие в бою при Четати, в котором был контужен ядром и за отличие награждён орденом св. Владимира 4-й степени с мечами и бантом. Затем в рядах того же полка он принял участие в обороне Севастополя.
В 1859 году Данилов был назначен в лейб-гвардии Семёновский полк. Произведённый в 1860 г. в полковники, Данилов в 1863 г. получил в командование Малороссийский гренадерский полк и участвовал с ним, находясь в составе войск Виленского военного округа, в усмирении польского мятежа.
1 октября 1868 года Данилов был произведён в генерал-майоры с назначением помощником начальника 3-й гренадерской дивизии, в 1871 г. назначен членом комитета по устройству и образованию войск, 6 июня 1872 г. — зачислен в свиту его императорского величества и в 1877 г. назначен командующим 3-й гренадерской дивизией.
Во главе этой дивизии Данилов принял участие в войне с Турцией, и за бой 28 ноября 1877 г. под Плевной на следующий же день был награждён орденом Святого Георгия 4-й степени
За отличие против Турок при взятии г. Плевны, 28 Ноября 1877 года.
За переход через Балканы Данилов был удостоен ордена св. Владимира 2-й степени с мечами (в 1879 г.) и 16 апреля 1878 году был произведён в генерал-лейтенанты.
5 июня 1884 года Данилов был назначен начальником 1-й гвардейской пехотной дивизии, 19 января 1889 года — командиром 1-го армейского корпуса, а 26 мая 1896 года — помощником командующего войсками Московского военного округа великого князя Сергея Александровича и в 1898 году пожалован генерал-адъютантом к Его Императорскому Величеству. С 3 июня 1903 года назначен членом Военного совета. Кроме того, Данилов состоял председателем Московского отдела Общества Красного Креста.
25 декабря 1903 года, в день 50-летия боя при Четати, Данилов, при особом Высочайшем рескрипте, был зачислен в списки 48-го пехотного Одесского полка и назначен шефом 1-й роты его.
Среди прочих наград Данилов имел ордена Святого Станислава 1-й степени (1870 г.), Святой Анны 1-й степени (1874 г.), Белого Орла (1880 г.) и Святого Александра Невского с бриллиантовыми знаками.
Умер 17 января 1906 года в городе Москве.

## Чины
- подпоручик (07.04.1846)
- поручик (06.12.1848)
- штабс-капитан (06.12.1851)
- капитан (06.12.1854)
- полковник (08.10.1859)
- генерал-майор (01.10.1868)
- генерал-лейтенант (16.04.1878)
- генерал от инфантерии (1898)